# Dendroxea
Dendroxea is een geslacht van sponsdieren uit de familie van de gewone sponzen (Demospongiae).

## Soorten
- Dendroxea adumbrata Corriero, Scalera-Liaci & Pronzato, 1996
- Dendroxea lenis (Topsent, 1892)